# Piotr Geremia
Piotr Geremia (ur. 1399 w Palermo; zm. 3 marca 1452, tamże) – błogosławiony Kościoła katolickiego, włoski dominikanin.

## Życiorys
Piotr Geremia studiował prawo na Uniwersytecie Bolońskim. Porzucił jednak studia i wstąpił do zakonu dominikanów. Śluby zakonne złożył w 1423 r. w Fiesole. Pełnił funkcję przełożonego w kilku domach zakonnych. Zmarł 3 marca 1452 r. w Palermo.
Jego kult zatwierdził Pius VI 12 maja 1784 r.
Jego relikwie znajdują się w kościele św. Dominika w Palermo.